# Tapis de Tabriz
 (juillet 2016).

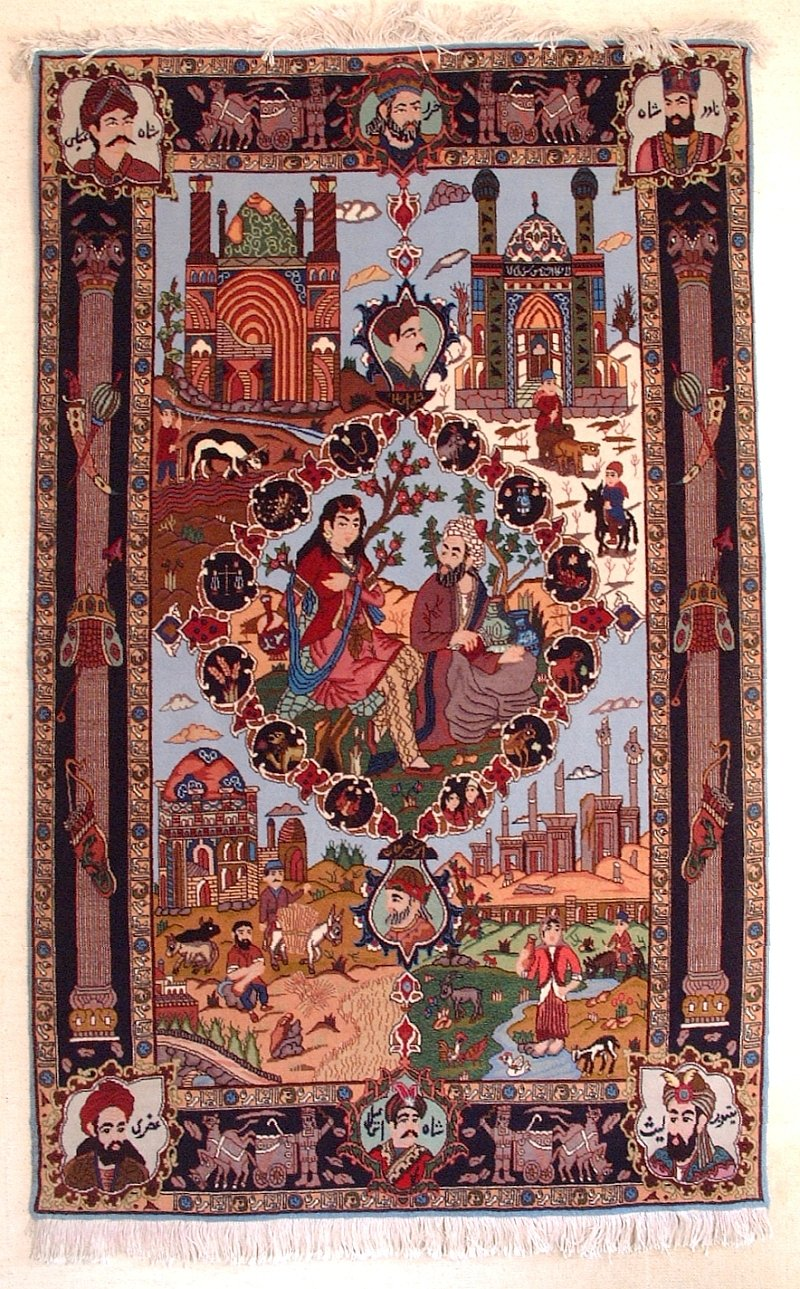

Un tapis de Tabriz est un type de tapis persan.
Tabriz, au nord-ouest de l'Iran était un centre de production historique de tapis et est une région bien connue pour ses tapis de cour comme le tapis d'Ardabil. Après le milieu du XIXe siècle, Tabriz a relancé sa production de tapis et est devenu un centre de production pour l'exportation vers l'Europe et ailleurs.
Le tapis de Tabriz a une importance particulière. C'est dans les ateliers de la ville qu'ont été fabriqués les premiers tapis destinés à l'exportation. Après avoir expédié des tapis anciens à l'étranger, les marchands ont commencé à les produire eux-mêmes dans des ateliers, d'après les mesures et couleurs commandées par les marchands européens. C'est peut être une des raisons pour lesquelles ce tapis ne se distinguent pas par une couleur particulière.

## Description
Décor à fleurs, souvent avec médaillon central. Les motifs comprennent des arbres fleuris, des arbrisseaux et des feuilles de grande taille. On voit aussi des exemplaires avec des animaux et des motifs végétaux. La bordure est à trois bandes, ornée des motifs du champ.
La dénomination Raj figure dans l'appellation des tapis Tabriz. Cela correspond aux nombres de nœuds sur une largeur approximative de 60 mm (ancienne unité de longueur farsi) :
- un tapis de 40 Raj correspond à une densité du nouage d'environ 400 000 à 500 000 nœuds/m2 ;
- un tapis de 50 Raj correspond à une densité d'environ 700 000 à 800 000 nœuds/m2 ;
- un tapis de 60 Raj correspond à une densité d'environ 1 000 000 nœuds/m2 ;
- un tapis de 70 Raj correspond à une densité d'environ 1 200 000 nœuds/m2 ;